# Classification française des troubles mentaux de l'enfant et de l'adolescent
La classification française des troubles mentaux de l'enfant et de l'adolescent ou CFTMEA est un système de classification psychiatrique et psychopathologique d'inspiration psychanalytique fondé sous la direction du Pr Roger Misès. Première classification à prendre en compte spécifiquement les enfants et les adolescents, elle complète les systèmes internationaux (CIM-10) et américains (DSM) moins spécifiques.

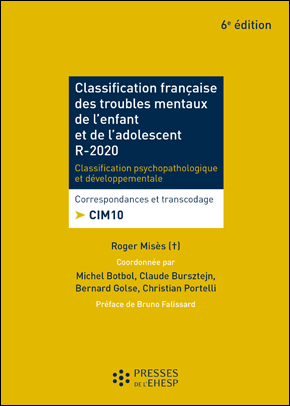

D'après les psychiatres et psychanalystes Jean Garrabé, Bernard Golse et Roger Misès, elle ambitionne de tenir compte des diversités et des particularités de chaque enfant et adolescent présentant des troubles et entend s'opposer par ailleurs « au courant behavioriste », notamment au « carcan » du DSM,.
La version datant de 2000 procède aux premiers rapprochements de nomenclature avec la CIM, notamment pour faciliter la tâche des cliniciens et chercheurs et à partir de la version sortie en 2012, établit une correspondance terme à terme avec la CIM-10.
La 6e révision de cette classification psychopathologie et développementale est parue en mars 2020,.

## Origine
L'histoire de la Classification Française des Troubles Mentaux des Enfants et des Adolescents (CFTMEA) s'inscrit dans une histoire ancienne liée aux relations entre la Classification française des troubles mentaux (CFTM) et la Classification internationale des maladies (CIM) que Jean Garrabé fait remonter aux statistiques annuelles établies en France pour les asiles d'aliénés dès le milieu du XIXe et la Nomenclature des maladies, adoptée en 1893 par l'Institut international de statistiques de Chicago sur proposition de Jacques Bertillon. La classification internationale, en vigueur dans les pays membres de la SDN, sera révisée cinq fois entre 1900 et 1938. En 1936, l'Association amicale des médecins des établissements publics d'aliénés propose un projet de réforme de la statistique des aliénés qui comporte une nomenclature mais celui-ci n'aboutit pas, du fait de la survenue de la seconde Guerre mondiale.
En 1948, eut lieu la sixième révision de la classification internationale, désormais officiellement appelée CIM sous l'égide de l'OMS et de l'ONU. Pour la première fois un chapitre entier, le cinquième, est consacré aux maladies mentales. En 1950, lors du premier Congrès mondial de psychiatrie à Paris, fut abordé la question des différentes classifications utilisées par les sociétés nationales et émise une proposition pour les harmoniser. Le deuxième congrès mondial à Zurich en 1957, consacré à la schizophrénie, constata encore les différences.
En 1954, Henri Ey pose, lors de la vingtième de ses Études, le problème de la méthodologie des classifications mentales, de la Renaissance en passant par les psychiatres du XIXe (Bénédict Morel, Kraepelin) jusqu'au XXe (celles de l'APA, d'Adolf Meyer, de Karl Jaspers). En 1964, Henri F. Ellenberger dénonce les illusions de la classification psychiatrique. Lors de la huitième révision de la CIM apparaît un Glossaire et guide de classification des troubles mentaux et un avant propos d'Aubrey Lewis (en) qui constate que les entités nosologiques sont « imprécises et se chevauchent ». En 1968, l'INSERM publie une CFTM compatible avec la huitième révision de la CIM.
En 1980, l'APA publie le DSM-III faisant selon Garrabé « sensation » par « d'une part, l’abandon de certains termes traditionnels, notamment “névroses ”et “psychoses” [...] et, de l’autre, de la proclamation d’un athéorisme absolu ce qui est bien entendu impossible pour une classification des maladies mentales où il convient plutôt de tenir compte des hypothèses théoriques successives formulées pour les entités nosologiques ».
En 1984, un numéro de la revue Confrontations psychiatriques repose les problèmes des classifications, notamment entre organismes différents, nationaux et internationaux et pointe, avec Roger Misès et Philippe Jeammet, l'absence de l'enfant et de l'adolescent en nosographie psychiatrique, dont découle en 1987 la première version de la Classification Française des Troubles Mentaux des Enfants et des Adolescents (CFTMEA) « destinée à des praticiens parfois éloignés les uns des autres dans leurs conceptions théoriques, mais capables de se rassembler sur des points fondamentaux d’ordre clinique », cette insistance sur la clinique étant une spécificité française.
Jean-François Girard préface la troisième révision en soulignant l'importance d'un outil adapté à l'enfant et l'adolescent et permettant les échanges internationaux, la CFTMEA correspondant au chapitre F(V) de la CIM, aspect encore renforcé par la quatrième révision la CFTMEA-R-2000 où apparaît la prise en compte de la naissance à trois ans. La CFTMEA est aussi bien traduite en espagnol, en usage en Amérique Latine, que traduite en arabe et répandue au Maghreb, qu'utilisée en Angleterre et en Russie.

## Présentation
Comme ses équivalents internationaux que sont le DSM et la classification internationale des maladies (CIM),,, les CFTMEA ont une approche descriptive et raisonnée des troubles mentaux des enfants et des adolescents. La notion centrale de ce système qui se distingue en cela des classifications adultes, c'est que « l'enfant ne renvoie pas à un état constitué. L'existence d'une symptomatologie, même bruyante, ne constitue pas à elle seule la condition d'une pathologie. » C'est aussi dans ce souci que Misès a posé les bases de ces classifications,.
Cette classification est soutenue par la Fédération française de psychiatrie, et son collège de pédopsychiatrie qui réunit notamment la Société française de psychiatrie de l'enfant et de l'adolescent et des professions associées (SFPEDADA) et l'Association des psychiatres de secteur infanto-juvénie (API). Son ancien président, Gérard Shmit en a rédigé la préface dans laquelle il remarque « qu'elle a reçu au long de ses modifications successives, le soutien du centre collaborateur de l'OMS et celui de l'Agence technique de l'information sur l'hospitalisation ».
Roger Misès, dans sa présentation de la classification de 2012, note, parmi les modifications importantes engagées par l'obligation de codage en référence à la CIM-10, que « le terme “psychose” appliqué aux jeunes enfants est pour beaucoup chargé d'une telle connotation stigmatisante qu'il nous est apparu préférable de l'écarter de la nomenclature consacrée aux TED et à l'autisme », une catégorie nouvelle (la 9, portant entre autres sur l'anxiété et la phobie) a été créée, l'ancienne devenant la 0 (les manifestations normales), que les troubles liés à la drogue et l'alcool ont été mis à jour, et ceux de la schizophrénie à l'adolescence ont été repris « selon les formes syndromiques » et qu'enfin l'axe II a été élargi, toujours en concordance avec la CIM-10

## Classification
D'après Roger Misès (dir.) et al., Classification française des troubles mentaux de l’enfant et de l’adolescent R-2012 : Correspondances et transcodage - CIM10, Rennes, Presses de l'EHESP publique, 2012.

### A. Axe I général: catégories cliniques de base

#### - 1 Troubles envahissants du développement (TED), schizophrénies, troubles psychotiques de l’enfance et de l’adolescence
- 1.0 Autisme et troubles envahissants du développement (TED) (CIM 10 : F84 Troubles envahissants du développement)
  - 1.00 Autisme infantile précoce – type Kanner (CIM 10 : F84.0 Autisme infantile)
  - 1.01 Autres formes de l’autisme (CIM 10 : F84.1 Autisme atypique)
  - 1.02 Autisme ou TED avec retard mental précoce (CIM 10 : F84.1 + F70 à F79 Autisme atypique - Retard mental)
  - 1.03 Syndrome d’Asperger (CIM 10 : F84.5 Syndrome d’Asperger)
  - 1.04 Dysharmonies multiples et complexes du développement, dysharmonies psychotiques (CIM 10 : F84.8 Autres TED)
  - 1.05 Troubles désintégratifs de l’enfance (CIM 10 : F84.3 Autres troubles désintégratifs de l’enfance)
  - 1.08 Autres TED (CIM 10 : F84.8 Autres TED)
  - 1.09 TED non spécifiés (NS) (CIM 10 : F84.9 TED, sans précision)
- 1.1 Schizophrénies
  - 1.10 Schizophrénie de l'enfant
  - 1.11 Troubles schizophréniques à l'adolescence
- 1.2 Troubles délirants persistants
- 1.3 Troubles psychotiques aigus
  - 1.30 Trouble psychotique aigu polymorphe sans symptômes schizophréniques
  - 1.31 Trouble psychotique aigu polymorphe avec symptômes schizophréniques
  - 1.38 Autres
- 1.4 Troubles thymiques
  - 1.40 TED dysthymiques de l'enfant
  - 1.41 Troubles thymiques de l'adolescent
    - 1.410 Épisode maniaque (EM)
      - 1.4100 Épisode maniaque actuel s'inscrivant dans un trouble affectif bipolaire
      - 1.4101 EM sans symptômes psychotiques
      - 1.4102 EM avec symptômes psychotiques
      - 1.4103 État mixte
      - 1.4104 Hypomanie

    - 1.411 Épisode dépressif (ED)
      - 1.4110 Épisode dépressif actuel s'inscrivant dans un trouble affectif bipolaire
      - 1.4111 Épisode dépressif sévère sans dimension mélancolique manifeste
      - 1.4112 Épisode dépressif sévère sans dimension mélancolique manifeste, avec symptômes psychotiques
      - 1.4113 Épisode dépressif sévère avec dimension mélancolique
      - 1.4114 Épisode dépressif sévère avec mélancolie délirante
- 1.5 États dépressifs après épisode psychotique
- 1.8 Autres troubles psychotiques
- 1.9 Troubles psychotiques non spécifiés

#### - 2 Troublesnévrotiques
- 2.0 TN à dominante anxieuse
- 2.1 TN à dominante hystérique
- 2.2 TN à dominante phobique
- 2.3 TN à dominante obsessionnelle et compulsive
- 2.4 TN avec prédominance des inhibitions
- 2.5 Dépression névrotique
- 2.6 Caractère névrotique, pathologie névrotiques de la personnalité
- 2.7 TN avec perturbations prédominantes des fonctions instrumentales
- 2.8 TN à expression plurimodale
- 2.9 Troubles névrotiques NS

#### - 3 Pathologies limites
- 3.0 Dysharmonies évolutives
- 3.1 Pathologie limite avec prédominance des troubles de la personnalité
- 3.2 Pathologie limite avec prédominance schizotypique
- 3.3 Pathologie limite à prédominance comportementale
- 3.4 Dépression liées à une pathologie limite
- 3.8 Autres pathologie limite
- 3.9 Pathologie limite NS

#### - 4 Troubles réactionnels
- 4.0 Dépression réactionnelle
- 4.1 Manifestations réactionnelles
- 4.2 Syndrome de stress post-traumatique

#### - 0 Variations de la normale
- 0.0 Angoisses, rituels, peurs
- 0.1 Moments dépressifs
- 0.2 Conduites d'opposition
- 0.3 Conduites d'isolement
- 0.4 Difficultés scolaires non classable ailleurs
- 0.5 Retards ou régressions transitoires
- 0.6 Aspects originaux de la personnalité
- 0.8 Autres
- 0.9 NS

#### - 5 Déficiences mentales
- 5.0 QI 50 à 69
- 5.1 QI 35 à 49
- 5.2 QI 20 à 34
- 5.3 QI < 20
- 5.4 QI non spécifié
- 5.x5 Déficiences harmoniques
- 5.x6 Déficiences dysharmoniques
- 5.x7 Déficience avec polyhandicap sensoriel et/ou moteur
- 5.x8 Démences
- 5.x9 Non spécifiée

#### - 6 Troubles du développement et des fonctions instrumentales
- 6.0 Troubles de la parole et du langage
  - 6.00 Troubles isolés de l'articulation
  - 6.01 Troubles du développement du langage
    - 6.010 Retard de parole
    - 6.011 Retard simple de langage
    - 6.012 Dysphasie
    - 6.018 Autres troubles du développement du langage

  - 6.02 Aphasie acquise
    - 6.020 Aphasie acquise avec épilepsie, syndrome de Landau-Kleffner
    - 6.028 Autres aphasies acquises

  - 6.03 Mutisme
    - 6.030 Mutisme total
    - 6.031 Mutisme sélectif

  - 6.04 Bégaiement
  - 6.08 Autres troubles de la parole et du langage
  - 6.09 Troubles de la parole et du langage NS
- 6.1 Troubles cognitifs et des acquisitions scolaires
  - 6.10 Troubles lexicographiques
    - 6.100 Dyslexie isolée
    - 6.101 Troubles de l'orthographe isolé
    - 6.108 Autres troubles lexicographiques

  - 6.11 Troubles spécifiques de l'arithmétique (dyscalculie)
  - 6.12 Troubles du raisonnement (dysharmonies cognitives)
  - 6.13 Troubles de l'attention sans hyperkinésie
  - 6.18 Autres troubles cognitifs & des acquis scolaires
  - 6.19 Troubles cognitifs & des acquis scolaires NS
- 6.2 Troubles psychomoteurs
  - 6.20 Retard psychomoteur (troubles spécifiques du développement moteur)
  - 6.21 Tics
    - 6.210 Tics isolé
    - 6.211 Tic moteur ou vocal chronique
    - 6.212 Maladie de Gilles de la Tourette

  - 6.28 Autres troubles psychomoteurs
  - 6.29 Troubles psychomoteurs NS

#### - 7 Troubles des conduites et des comportements
- 7.0 Troubles hyperkinétiques
  - 7.00 Hyperkinésie avec troubles de l'attention, troubles déficit de l'attention avec hyperactivité (TDAH)
  - 7.08 Autres troubles hyperkinétiques
  - 7.09 Troubles hyperkinétiques NS
- 7.1 Troubles des conduites alimentaires
  - 7.10 Anorexie mentale
    - 7.100 Anorexie mentale restrictive
    - 7.101 Anorexie mentale boulimique

  - 7.11 Anorexie mentale atypique
  - 7.12 Boulimie
  - 7.13 Boulimie atypique
  - 7.14 Troubles des conduites alimentaires du nourrisson et de l'enfant
  - 7.15 Troubles alimentaires du nouveau-né
  - 7.18 Autres troubles des conduites alimentaires
  - 7.19 Troubles des conduites alimentaires NS
- 7.2 Conduites suicidaires
- 7.3 Troubles liés à l'usage de drogues ou alcool
  - 7.3x0 Alcool♦
  - 7.3x1 Morphiniques♦
  - 7.3x2 Cannabis♦
  - 7.3x3 Hypnotiques et tranquillisants♦
  - 7.3x4 Cocaïne♦
  - 7.3x5 Autres psychostimulants et dysleptiques dont caféine, amphétamines, ecstasy, LSD♦
  - 7.3x6 Hallucinogènes♦
  - 7.3x7 Tabac♦
  - 7.3x8 Solvants volatils♦
  - 7.3x9 Polytoxicomanies, autres substances psychoactives

♦ Préciser le type de trouble mental :
- 7.30x Intoxication aiguë
- 7.31 x Utilisation nocive pour la santé
- 7.32x Syndrome de dépendance
- 7.33x Syndrome de sevrage
- 7.34x Syndrome de sevrage avec délirium
- 7.35x Trouble psychotique
- 7.36x Syndrome amnésique
- 7.37x Trouble résiduel ou psychotique tardif
- 7.38x Autres troubles mentaux et du comportement
- 7.39x Trouble mental ou du comportement NS

- 7.4 Troubles de l'angoisse de séparation
- 7.5 Troubles de l'identité et des conduites sexuelles
  - 7.50 Troubles de l'identité sexuelle
  - 7.51 Troubles de la préférence sexuelle
  - 7.52 Manifestations en rapport avec des préoccupations excessives concernant le développement sexuel et son orientation
  - 7.58 Autres troubles des conduites sexuelles
  - 7.59 Troubles des conduites sexuelles NS
- 7.7 Autres troubles caractérisés des conduites
  - 7.70 Pyromanie
  - 7.71 Kleptomanie
  - 7.72 Trichotillomanie
  - 7.73 Fugues
  - 7.74 Violence contre les personnes
  - 7.75 Conduites à risques
  - 7.76 Errance
  - 7.78 Autres troubles caractérisés des conduites
- 7.8 Autres troubles des conduites
- 7.9 Troubles des conduites et des comportements NS

#### - 8 Troubles à expression somatique
- 8.0 Affections psychosomatiques
- 8.1 Troubles psychofonctionnels
- 8.2 Troubles hypocondriaques
- 8.3 Énurésie
- 8.4 Encoprésie
- 8.5 Trouble du sommeil
- 8.6 Retard de croissance psychogène
- 8.8 Autres troubles à expression somatiques
- 8.9 Trouble à expression somatique NS

#### - 9 Manifestations et symptômes à type d'anxiété, de phobie, de conversion, de compulsion
- 9.0 Symptômes anxieux
  - 9.00 Attaques de panique
  - 9.01 Anxiété généralisée
  - 9.02 Angoisse de séparation
  - 9.08 Autres manifestations anxieuses

- 9.1 Symptômes conversifs
  - 9.10 Symptômes moteurs de conversion
  - 9.11 Symptômes sensoriels de conversion
  - 9.12 Multiples symptômes de conversion
  - 9.18 Autres symptômes de conversion

- 9.2 Symptômes phobiques
  - 9.20 Avec symptômes agoraphobiques
    - 9.200 Agoraphobie sans trouble panique
    - 9.201 Agoraphobie avec trouble panique

  - 9.21 Phobies sociales
  - 9.22 Phobies scolaires
  - 9.23 Phobies spécifiques (isolées)
  - 9.24 Dysmorphophobie
  - 9.28 Autres symptômes phobiques

- 9.3 Manifestations obsessionnelles et compulsives
  - 9.30 TOC. idées obsédantes au premier plan
  - 9.31 TOC. rituels compulsifs au premier plan
  - 9.32 TOC. forme mixte 9.38 Autres TOC

### Axe 2
Facteurs intérieurs et associés[Quoi ?]
Facteurs organiques (maladie d'origine génétique).
Facteurs renvoyant aux conditions d'environnement, tels que la carence affective, éducative, sociale et culturelle ainsi que les mauvais traitements et les négligences.
- les troubles de la personnalité (définis en axe II) représentent de « modalité durable de l’expérience vécue et des conduites qui dévie notablement de ce qui est attendu dans la culture de l’individu. »

Dix troubles de la personnalité sont diagnostiqués[Où ?] selon que prédominent tel ou tel trait de perso (trait de caractère, type de cpt, attitudes interactionnelles)[pas clair] :
Personnalité :
1. Paranoïaque
2. Schizoïde (manque d'intérêt pour les relations sociales)
3. Schizotypique (faiblesse de la capacité motivante du plaisir)
4. Antisociale (profiter des autres+ sup autre[pas clair])
5. Borderline (difficulté gérer émotions, caractérisé par la profondeur et la variabilité des émotions[pas clair])
6. Histrionique (faible mais attiré par les autres[pas clair])
7. Narcissique (sup au autre+séduire[pas clair])
8. Évitante
9. Dépendante ([pas clair])
10. NS (non spécifique)

## Critiques

### Spécificités et correspondance avec les classifications internationales
Il existe une controverse concernant la catégorie « autisme », classée dans les psychoses par la CFTMEA et dans les troubles psychiques par le DSM. La CFTMEA est largement inspirée par la psychanalyse, ce qui marque une différence avec les autres classifications internationales. Claude Wacjman estime que tout en conservant certaines approches propres à la psychanalyse, la CFTMEA les intègre à une démarche psychiatrique et qu'elle possède désormais une correspondance systématique terme à terme et informatisée avec les options du DSM-5 appliquées à la CIM 10 utilisée par l’OMS,. Cependant, contrairement à Claude Wacjman, le psychiatre Charles Aussilloux et l'assistante chef de clinique Lise Barthélémy notent que deux catégories diagnostiques de la CFTMEA, la psychose déficitaire et la dysharmonie psychotique, n'ont pas d'équivalent dans la CIM-10. Dans le cadre de la mise en correspondance, il a été proposé aux professionnels de santé français de coder les diagnostics de dysharmonie psychotique en trouble envahissant du développement non spécifié, le pédopsychiatre-psychanalyste Xavier Giraut regrettant que cela tende à faire disparaître la catégorie des enfants et adolescents « psychotiques » dans les classifications des établissements de santé français. D'après l'étude du pédopsychiatre Guillaume Corduan (sur 47 enfants diagnostiqués avec dysharmonie psychotique - DP), il n'est pas possible d'établir d'équivalence avec la CIM-10 : « la DP semble recouvrir un éventail de pathologies, particulièrement dans le spectre autistique ».
En octobre 1994, un rapport de l’IGAS considère la définition donnée de l'autisme dans la CFTMEA comme trop restrictive par comparaison au DSM-IV et à la CIM-10 .
Laurent Mottron estime que la nosographie française d'inspiration psychanalytique est responsable d'une méconnaissance des troubles envahissant du développement sans déficience intellectuelle (TEDSDI) en opérant « en fonction d’une classification a priori des possibilités d’individuation du sujet » et ajoute en note que « la psychanalyse décrit des processus en pliant la réalité à une terminologie et un cadre théorique qui ne sont qu’exceptionnellement subvertis par ce qui est effectivement observé, au lieu, comme en sciences, de laisser émerger une description ou une classification à partir de ce qui se présente, et en l’actualisant périodiquement par consensus entre les membres de la communauté scientifique ».

### Controverse dans la psychologie scientifique
Dès la sortie de la 5e version de la CFTMEA, celle-ci a été critiquée par le psycho-linguiste Franck Ramus au motif qu'« il ne peut y avoir d'exception française en médecine ». Pour Ramus, les connaissances scientifiques et médicales sont internationales, les classifications diagnostiques doivent être basées sur ces connaissances et par conséquent il serait absurde d'avoir une classification diagnostique nationale en psychiatrie s'appuyant sur une science franco-française.
Selon le neurobiologiste François Gonon, les critiques faites à la CFTMEA d'être une exception française éloignée de la psychiatrie scientifique internationale « ignorent l’état de grande incertitude scientifique où se trouvent le DSM-IV et la CIM-10. Dans ce contexte, on ne voit pas au nom de quoi les pédopsychiatres français seraient contraints d’abandonner une classification [...] qui a, pour la majorité d’entre eux, leur préférence depuis longtemps, au profit d’une classification internationale qui a été construite dans le contexte d’un système d’assurance maladie très différent du système français. Cela ne les empêchent nullement de tirer profit pour leur pratique de la littérature internationale [...]. Ils peuvent utiliser la grille officielle de correspondance entre la CFTMEA et la CIM-10 ».
Lors de la campagne pour les élections présidentielles françaises de 2017, l'Association pour la Psychanalyse, fondée le 27 mars 2017, produit une pétition en ligne, ainsi qu'une lettre adressée au président élu Emmanuel Macron. Cette lettre reprend pour l'essentiel les revendications usuelles de la psychanalyse française et y inclut la demande que les médecins français cessent de coter leur diagnostic selon le DSM V, et utilisent à la place les classifications françaises CFTM et CFTMEA. Cette lettre est critiquée point par point par Franck Ramus sur son blog, qui se prononce lui en faveur de l'emploi de la classification de l'OMS, la CIM.